# Schwedischer Schachcomputerverein
Der Schwedische Schachcomputerverein (schwedisch: Svenska schackdatorföreningen, Abkürzung: SSDF) ist eine unabhängige nichtkommerzielle Vereinigung, die sich mit Computerschach und Software im Zusammenhang mit Schach befasst. Er wurde im August 1984 gegründet. Ziel des Vereins ist, die Spielstärke von Computerschachprogrammen vergleichend zu ermitteln. Dazu werden von vielen Freiwilligen Schachpartien zwischen verschiedenen Schachprogrammen auf Computern durchgeführt und auf Basis der Resultate Elo-Zahlen ermittelt. Als Bedenkzeit gelten generell die im Turnierschach üblichen 120 Minuten für die ersten 40 Züge.

## SSDF-Rangliste
Die so ermittelte Rangliste (SSDF-Liste) spiegelt die relative Spielstärke der Programme wider und wird in unregelmäßigen Abständen veröffentlicht. Koordinator und Ansprechpartner ist Lars Sandin. Die SSDF-Rangliste stellt eine gängige Weltrangliste für die Spielstärke von Schachcomputern und Computerschachprogrammen dar. Deutschen Lesern wurde sie vor allem durch die Fachzeitschrift Computerschach und Spiele (CSS) bekannt, in der sie seit 1986 in jeweils aktueller Fassung immer wieder veröffentlicht wurde.
Außer der Übersichtsliste (siehe Weblinks), die das „Rating“ (deutsch: die Leistung) der besten zehn Programme als Elo-Zahl anzeigt, existiert auch eine ausführlichere Tabelle (engl.: Full list), die deutlich mehr Programme auflistet und weitere statistische Informationen liefert. Dazu gehört zunächst die Angabe der Unsicherheit (Toleranz), des möglichen Schwankungsbereichs der Elo-Angabe (beispielsweise +34 und −32 Elo-Punkte), wobei diese Grenzen den Bereich der doppelten Standardabweichung (2-σ-Bereich) beschreiben, womit sich ein Vertrauensbereich von etwas mehr als 95 Prozent ergibt. Ferner wird für jedes Programm die Anzahl der absolvierten Partien (engl.: Games), der Prozentsatz der Gewinnpartien (engl.: Won) und der Durchschnitt der Elo-Zahlen der Gegner (engl.: Average opponents) angegeben. Ferner gibt es noch die „Langversion“ der SSDF-Liste, die als ASCII-Textdatei zum Herunterladen angeboten wird und die hunderte aktuelle und historische Programme aufführt (siehe Weblinks).

## Historische Spitzenreiter
Die folgende Liste illustriert die Steigerung der Spielstärke der künstlichen Intelligenz im Schach seit dem Jahr 1984 anhand der Elo-Besten der SSDF-Rangliste zum jeweiligen Jahresanfang. Zu beachten ist, dass die Referenz dieser Liste, also der absolute Maßstab für die Spielstärke, über die Jahre nicht konstant blieb. Dies liegt an dem schwierigen Vergleich zwischen der Spielstärke von Computern und der Spielstärke menschlicher Schachspieler, da Computer nur selten unter offiziellen Turnierbedingungen gegen Menschen antreten. „Umgekehrt, da Menschen nur selten unter offiziellen Turnierbedingungen gegen die Computer antreten“, würden die Schachcomputer sagen, wenn sie sprechen könnten. Tatsächlich äußerten sich Schachprogrammierer, die Entwickler der Schachcomputerprogramme, entsprechend. Sie bedauerten damit, dass ihre Schachprogramme nur selten zu offiziellen (Menschen-)Turnieren zugelassen wurden. Man könnte auch sagen, dass menschliche Schachspieler immer seltener den Mut aufbrachten, in offiziellen Turnieren gegen Schachcomputer anzutreten. So war die Skalierung der maschinellen Spielstärke anhand der menschlichen nur lückenhaft möglich. Inzwischen hat sich dies aber praktisch erledigt und der Wunsch, die Spielstärke von Schachcomputern anhand von Menschen zu messen, ist obsolet geworden. Grund ist, dass die maschinelle Spielstärke der menschlichen inzwischen weit überlegen ist. Mit anderen Worten: Kein Mensch kann der künstlichen Schach-Intelligenz das Wasser reichen. Es wäre wie ein Wettkampf im Gewichtheben gegen einen Gabelstapler. Selbst den besten menschlichen Schachspielern, wie dem Schachweltmeister, werden Elo-Zahlen von kleiner als 2900 zugeordnet, während die stärksten Schachcomputerprogramme Werte jenseits der 3500 aufweisen.
Im Versuch, die Vergleichbarkeit der Spielstärke dennoch möglichst gut zu erzielen, wurde die Bewertungszahl immer wieder neu angepasst und die Liste „renormiert“. Details zur Renormierung können im unten angegebenen Beleg „PLY/SSDF – the story“ nachgelesen werden. Aus einer solchen Renormierung resultiert beispielsweise auch der vermeintliche Abfall der Spielstärke des Spitzenreiters im Jahr 1991. Die ermittelten Zahlen sind daher nicht ohne weiteres miteinander vergleichbar. Auch können sie nicht unmittelbar mit denen menschlicher Schachspieler gleichgesetzt werden, da sie ausschließlich durch Partien zwischen Computern ermittelt wurden.
| Jahr | Rating | Programm                   | Hardware             | Takt        |
| ---- | ------ | -------------------------- | -------------------- | ----------- |
| 1984 | 1822   | Fidelity Prestige          |                      | 4 MHz       |
| 1985 | 1917   | Elegance                   |                      | 3,68 MHz    |
| 1986 | 2066   | Mephisto Amsterdam         | 68000                | 12 MHz      |
| 1987 | 2083   | Mephisto Dallas            | 68000                | 12 MHz      |
| 1988 | 2125   | Mephisto Roma              | 68020                | 14 MHz      |
| 1989 | 2136   | Mephisto Almeria           | 68020                | 12 MHz      |
| 1990 | 2332   | Mephisto Portoroz          | 68030                | 36 MHz      |
| 1991 | 2246   | Mephisto Lyon              | 68030                | 36 MHz      |
| 1992 | 2274   | Mephisto Vancouver         | 68030                | 36 MHz      |
| 1993 | 2402   | Chess Machine The King 2.0 |                      | 30 MHz aggr |
| 1994 | 2346   | Mephisto Genius 2.0        | 486                  | 50–66 MHz   |
| 1995 | 2440   | Mephisto Genius 3.0        | Pentium              | 90 MHz      |
| 1996 | 2440   | M-Chess Pro 5.0            | Pentium              | 90 MHz      |
| 1997 | 2462   | Rebel 8.0                  | Pentium              | 90 MHz      |
| 1998 | 2589   | Fritz 5.0                  | Pentium              | 200 MHz MMX |
| 1999 | 2576   | Hiarcs 7.0                 | 64 MB Pentium        | 200 MHz MMX |
| 2000 | 2630   | Junior 6.0                 | 128 MB K6-2          | 450 MHz     |
| 2001 | 2709   | Chess Tiger 14.0 CB        | 256 MB Athlon        | 1200 MHz    |
| 2002 | 2759   | Deep Fritz 7.0             | 256 MB Athlon        | 1200 MHz    |
| 2003 | 2791   | Shredder 7.04 UCI          | 256 MB Athlon        | 1200 MHz    |
| 2004 | 2800   | Shredder 8.0 CB            | 256 MB Athlon        | 1200 MHz    |
| 2005 | 2808   | Shredder 9.0 UCI           | 256 MB Athlon        | 1200 MHz    |
| 2006 | 2902   | Rybka 1.2                  | 256 MB Athlon        | 1200 MHz    |
| 2007 | 2935   | Rybka 2.3.1 Arena          | 256 MB Athlon        | 1200 MHz    |
| 2008 | 3238   | Deep Rybka 3               | 2 GB Q6600           | 2,4 GHz     |
| 2009 | 3232   | Deep Rybka 3               | 2 GB Q6600           | 2,4 GHz     |
| 2010 | 3213   | Deep Rybka 3               | 2 GB Q6600           | 2,4 GHz     |
| 2011 | 3216   | Deep Rybka 4               | 2 GB Q6600           | 2,4 GHz     |
| 2012 | 3221   | Deep Rybka 4               | 2 GB Q6600           | 2,4 GHz     |
| 2013 | 3259   | Komodo 5.1                 | MP x64 2 GB Q6600    | 2,4 GHz     |
| 2014 | 3295   | Komodo 7                   | MP x64 2 GB Q6600    | 2,4 GHz     |
| 2015 | 3334   | Stockfish 6                | MP x64 2 GB Q6600    | 2,4 GHz     |
| 2016 | 3366   | Komodo 9.1                 | MP x64 2 GB Q6600    | 2,4 GHz     |
| 2017 | 3406   | Komodo 11.01               | MP x64 16 GB 1800X   | 3,6 GHz     |
| 2018 | 3436   | Stockfish 8                | MP x64 16 GB 1800X   | 3,6 GHz     |
| 2019 | 3529   | Stockfish 10               | MP x64 16 GB 1800X   | 3,6 GHz     |
| 2020 | 3558   | Stockfish 11               | x64 1800X            | 3,6 GHz     |
| 2023 | 3586   | Lc0 0.29.0                 | Cuda GeForce 3060 Ti | –           |

Stand: 31. Dezember 2023